# Myanmar

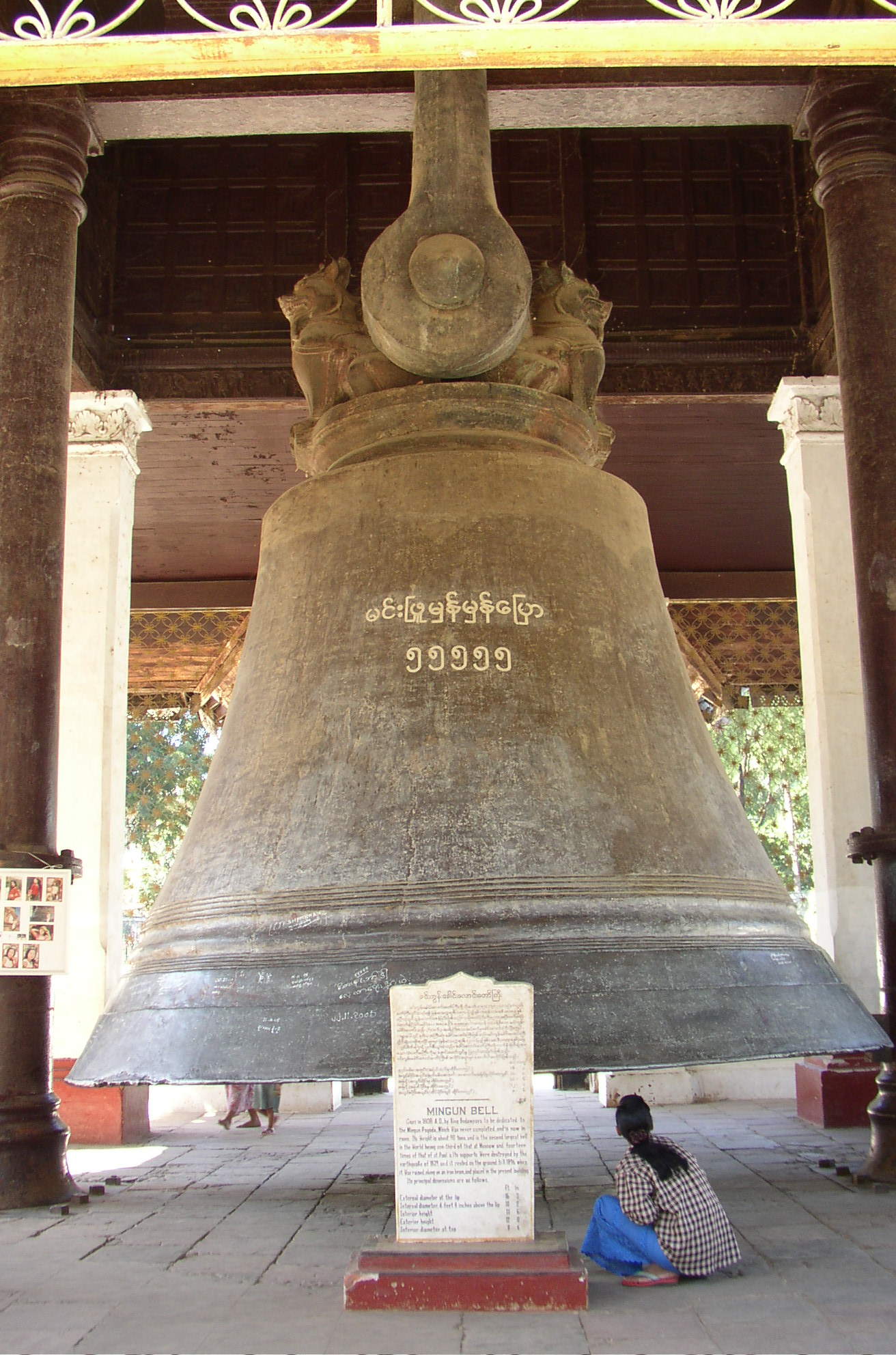
Klockan i Mingun i Myanmar är världens största klocka som ännu är i funktion och den väger 97 ton. Det har dessutom funnits en betydligt större klocka som rapporteras ha vägt omkring 300 ton. Se vidare lista över världens tyngsta klockor.

Myanmar (svenskt uttal: /mjanˈmɑːr/, burmesiska: မြန်မာ; [mjəmà]), även kallat Burma eller Myanmar/Burma (se avsnitt: Namn), formellt Republiken Unionen Myanmar (burmesiska: ပြည်ထောင်စု သမ္မတ မြန်မာနိုင်ငံတော်‌), är en suverän stat och det till ytan största landet på det sydostasiatiska fastlandet. Det gränsar i norr till Kina, i väst till Bangladesh, i nordväst till Indien, i öst till Laos och i sydöst till Thailand. Myanmars sydkust sträcker sig längs Andamansjön och i sydväst finns Bengaliska viken. Rangoon var fram till 2005 landets huvudstad; den nuvarande är Naypyidaw. Myanmar blev självständigt från Storbritannien 1948 då landet blev en förbundsrepublik.  
Sedan en militärkupp 1962 fram till 2011 bestod landets styre av en rad militärjuntor som förde en medveten strategi för isolering mot omvärlden. Myanmar räknas idag som ett av världens minst utvecklade länder mycket beroende på detta. Ett stort problem är dessutom landets stora produktion av heroin, utbredd fattigdom och analfabetism samt spridningen av HIV och aids. Landets kultur är i huvudsak baserad på theravada-riktningen av buddhismen med olika kastsystem (liknande Indien) bland befolkningen.
I november 2010 genomfördes de första parlamentsvalen sedan 1990, och en ny regering tillträdde 2011 samtidigt som militärjuntan formellt upphörde att styra landet. Valet 2010 bojkottades dock av oppositionspartiet Nationella demokratiska förbundet, lett av Aung San Suu Kyi. I november 2015 hölls nästa parlamentsval och Nationella demokratiska förbundet vann en majoritet av platserna i parlamentets båda kammare och makten att utse landets kommande president, vilket de gjorde 2016.
Myanmar är medlemsland i Förenta nationerna (sedan 19 april 1948) och Association of Southeast Asian Nations (ASEAN).

## Namn
Under större delen av 1900-talet var regionen och senare landet internationellt känt under namnet Burma. Det officiella namnet Myanmar antogs 1989 av den sittande militärregimen. Oppositionen motsatte sig namnbytet, då de inte ansåg att diktaturen har mandat att byta landets namn, och ville att omvärlden skulle förkasta förändringen. I april 2016 sade landets statskansler Aung San Suu Kyi att utlänningar själva kunde välja vilket av de två namnen de använder. Hon tillade dessutom att hon själv oftast säger Burma, då det är namnet hon är van vid.
Olika namn används därför i olika sammanhang. Förenta nationerna (FN) använder det officiella namnet, i EU-sammanhang används "Myanmar/Burma" och officiella myndigheter i till exempel USA och Storbritannien fortsätter att kalla landet "Burma".
Myanmar används av organisationer och länder som Association of Southeast Asian Nations (ASEAN), Australien, Bangladesh, Indien, Italien, Japan, Kanada, Kina, Ryssland, Thailand och Tyskland. Sverige använder både Myanmar och Myanmar (Burma). Frankrike använder både Myanmar och Burma och Irland använder benämningen "Myanmar/Burma".

## Historia
Myanmars äldre historia domineras till stor del av de många olika etniska folkgrupperna. Under 1800-talet blev Myanmar en brittisk koloni och var det till 1948 även om britterna under andra världskriget förlorat kontrollen över Myanmar då den japanska armén ockuperade landet. Landets senare historia har framförallt kretsat kring Ne Wins militärkupp 1962 och den militärjunta som styrt landet sedan dess.

### Äldre historia
Förfäder till dagens sydostasiatiska folk levde i områdena vid dagens Myanmar för över 40 000 år sedan. Troligtvis livnärde man sig på jakt och fiske. Med hjälp av stenyxor tillverkade man träredskap som med tiden kom att bli allt mer avancerade. Efter att man börjat med jordbruk för cirka 10 000 år sedan blev folk bofasta.
Den första identifierbara civilisationen organiserades av monfolket. De invandrade för runt 4 000 år sedan och byggde efterhand flera städer i landets södra delar. För omkring 2 000 år sedan fick de kontakt med buddhismen, först via sjöfarare och sedan via munkar utsända av den indiske kungen Ashoka. Vid ungefär samma tid invandrade Karenfolket från norr och byggde efterhand upp flera små kungariken längs Irrawaddyfloden. Myanmar var under den här tiden inget enat land utan ett område för handelsresor mellan Kina och Indien. Pyufolkets riken ersattes i mitten av 900-talet till förmån för de nyanlända burmeserna som dominerat Myanmar politiskt och kulturellt sedan dess. 
Burmeserna grundade kungariket Pagan, som växte och, efter att ha besegrat monfolket i söder, kom att innefatta stora delar av Sydostasien. Kungariket föll efter nederlaget mot mongolerna i slutet av 1200-talet. Mongolerna erövrade stora delar av riket och tillsatte en kung som styrdes från Mongoliet. Efter detta splittrades Myanmar och led av ständiga krig framförallt mellan Ava i norr och Pegu i söder. Efter att Ava fallit för en invasion av shanfolket från Kina 1527 flyttade många burmeser från Ava till Taungoo som blev ett nytt maktcentrum i Myanmar.
Myanmar expanderade och intog flera områden under 1700-talet och början av 1800-talet tills landet kom i konflikt med engelska intressen i Assam. Genom en serie krig 1824-1886 erövrade Brittiska imperiet Myanmar, som därefter styrdes som en provins i Brittiska Indien.

### Modern historia
Myanmar var från 1886 en del av det brittiska kolonialväldet som Brittiska Burma, men blev självständigt 1948, ett år efter Indien och Pakistan.
Inbördeskriget i Burma, ett etniskt präglat krig mellan centralregeringen och olika etniska minoritetsgrupper, inleddes strax efter självständigheten. Det blossade åter upp runt 2010. Inbördeskriget har dödat hundratusentals människor. Den svenske journalisten Bertil Lintner och författaren C-J Charpentier har båda skrivit att svenska granatgevär används av regeringen.

#### Från Militärkuppen 1962 fram till 1980-talet
General Ne Win genomförde 1962 en militärkupp och upprättade ett militärt revolutionsråd som landets regering. Landets federala uppbyggnad behölls, men kompletterades med en hierarki av arbetar- och bonderåd. Ett nytt parti under namnet Myanmars socialistiska programparti grundades och fick status som enda tillåtna parti. Näringslivet förstatligades efter sovjetiskt mönster, och landet isolerade sig från omvärlden. 
Flera gerillagrupper har sedan dess verkat i landet, och det kanske allvarligaste hotet mot den burmesiska varianten på kommunism kom från Vita Flaggan, en prokinesisk kommunistisk gerilla. Det har förekommit stridigheter mellan trupper ifrån Myanmar och Indien över Andamanerna, men dessa stridigheter har avslutats.
Myanmar har de senaste årtiondena plågats av inbördeskrig. Mot militärdiktaturen kämpar flera minoritetsarméer som vill ha mer självständighet. Militärjuntan hävdar att motståndsrörelserna finansieras genom odling och smuggling av narkotika. En rapport i februari 2010, publicerad av ett antal folkrörelser, hävdar att det i själva verket är reguljära arméförband som driver eller beskyddar drogtillverkningen.
Myanmar var 2012 efter Afghanistan världens största producent av opium och stod för 25 % av världsproduktionen.

#### Protesterna 1988 fram till 2000-talet
1988 utbröt stora protester och oroligheter i Myanmar. Kort dessförinnan hade Aung San Suu Kyi, dotter till frihetskämpen Aung San, återvänt från 30 år i exil och hon valdes till ordförande i det ledande oppositionspartiet, Nationella demokratiska förbundet. Armén slog dock ned protesterna med tusentals dödsoffer som följd. Härefter kom en kort period under den civile ledaren Maung Maung varpå  Saw Maung genomförde en kupp och blev premiärminister och ledare för den styrande juntan som då tog över, State Law and Order Restoration Council (SLORC). Han utlovade fria val. Aung San Suu Kyi sattes i husarrest den 20 juli 1989, hennes parti Nationella demokratiska förbundet (NLD) segrade 1990 i de första fria valen på nästan 30 år men valet ogiltigförklarades därefter. Aung San Suu Kyi släpptes inte förrän 1995, men hon har sedan satts i husarrest upprepade gånger. 1991 fick hon Nobels fredspris.
Saw Maung avsattes 1992 och ledarskapet i juntan togs över av Than Shwe. 1997 tillkännagav juntan att man bytt namn till State Peace and Development Council, förkortat SPDC. 
2005 meddelade Than Shwe att Myanmars huvudstad skulle flyttas från Rangoon till den nybyggda staden Naypyidaw. Juntan invigde den nya huvudstaden i mars 2006.
Den svenske journalisten och antropologen C-J Charpentier vistades i Burma under oroligheterna i landet sommaren 1988. Efter återkomsten till Sverige skrev han mycket snabbt reportageboken "Åtta dagar i Burma"  (91-7970-438-7) som utkom ett par veckor senare.

#### Demonstrationerna 2007 och senare
I september 2007 inträffade stora demonstrationer i Myanmar, ledda av buddhistmunkar. Protesterna, som var de största sedan 1988, riktades mot den styrande militärjuntan.
Sommaren 2007 var antalet politiska fångar omkring 1 200, men efter demonstrationerna i september 2007 hade antalet åter ökat kraftigt. I februari 2010 redovisade Assistance Association for Political Prisoners över 2 200 politiska fångar. Många av dem har sänts till avlägsna fängelser i landets utkanter, där deras anhöriga har svårt att besöka dem.
Juntan utlovade nya val enligt en 2009 antagen konstitution. Valet planerades i november 2010. De styrande militärerna förväntades sitta kvar oförändrat, eftersom konstitutionen är så utformad att den ska garantera militären ett fortsatt maktinnehav med ett sken av demokrati. 2011 släpptes oväntat flera hundra politiska fångar och oppositionsledaren Aung San Suu Kyi blev fri från sin husarrest den 13 november 2010, strax efter valet. Regimen utlovade ekonomiska och politiska reformer i syfte att bryta landets isolering.
I december 2012 avslöjades det av den svenska reportern Bertil Lintner att svenska vapen användes av den burmesiska armén i det burmesiska inbördeskriget. Vapnen hade inte direktexporterats till Myanmar, utan hade inköpts från ett tredje land.
8 november 2015 genomfördes åter parlamentsval i Myanmar, och de första som ansågs vara fria sedan 1990. Endast 75 procent av parlamentsplatserna stod dock på spel, sedan den styrande militären tillförsäkrat sig att 25 procent skulle gå till egna kandidater. Nationella demokratiska förbundet (NLD) lett av Aung San Suu Kyi mångdubblades och vann absolut majoritet i parlamentets båda kammare, vilket innebär att partiets kandidat även ska bli landets president. Genom den införda regeln att burmeser med barn som har utländskt medborgarskap, kan Suu Kyi dock inte utropas till president. Vem som blir ny president är ännu inte avgjort. NLD nådde 60 respektive 58 procent av mandaten i de båda kamrarna, medan militärens stödparti USDP rasade till 5 respektive 7 procent. Landets militärstyre erkände sig besegrat, men de har trots förlusten rätten och makten att tillsätta de viktiga försvars-, inrikes- och gränshandelsministrarna.

#### Militärkupp 2021
På morgonen 1 februari 2021 fängslade militären Myanmars statskansler Aung San Suu Kyi och andra medlemmar i det styrande partiet.
Militären gav makten till armégeneralen Min Aung Hlaing och utlyste ett års undantagstillstånd. Gränsen stängdes, resande och elektronisk kommunikation begränsades i hela landet. Militären tillkännagav att de skulle ersätta nuvarande valkommission och indikerade att nyval skulle utlysas om ett år.
Statskansler Aung San Suu Kyi och president Win Myint placerades i husarrest och militären presenterade ett antal anklagelser mot dem.

## Geografi
Myanmar ligger i Sydostasien vid Andamanhavet och Bengaliska viken, mellan Bangladesh och Thailand. Landet gränsar till Kina (2 129 kilometer), Thailand (2 416 kilometer), Indien (1 468 kilometer), Laos (238 kilometer), Bangladesh (271 kilometer), och har totalt 6 522 kilometer landgräns.
Arealen är 676 578 kvadratkilometer, varav landarealen uppgår till 653 508 kvadratkilometer och vattenarealen till 23 070 kvadratkilometer.
Myanmar är det 40:e största landet i världen. Det har en kustlinje på cirka 1 900 kilometer, från Andamansjön till Bengaliska viken, denna kuststräcka utgör en tredjedel av hela gränsen. Det högsta berget Hkakabo Razi är även det högsta berget i Sydostasien. Det ligger i den mest nordliga delen av landet som i sig ligger nära Himalaya.

### Topografi och hydrografi
I väster mot Indien och nordöst mot Kina upptas Myanmar av nord–sydliga bergskedjor med toppar som når nästan 6 000 meter över havet. I öster ligger den cirka tusen meter höga Shanplatån, genomskuren av Salweenflodens djupa dalar. Längst i söder sträcker sig en bergig kustremsa längs västra Malackahalvön. Myanmars centrala delar är låglandet och deltaområdena runt de stora floderna Irrawaddy (med bifloden Chindwin) och Sittang. Floderna är betydelsefulla transportleder.
Landet har cirka 800 insjöar. 

### Klimat
Myanmar påverkas av sydvästmonsunen och har tropiskt klimat med stora nederbördsmängder vid kusten och i de nordliga bergen, medan inlandet är torrare.

### Växt- och djurliv
Stora delar av landet är skogklädda (ungefär halva ytan). Kustbergen täcks av en artrik tropisk regnskog. I torrare bergstrakter utbreder sig lövfällande skogar (med framför allt teak), och på högre höjd finns barrskog. I skogsbruket har elefanter använts som drag- och arbetsdjur. På högplatån har busk- och grässlätter ersatt skogen. I sumpiga deltaområden finns mangroveträsk.

## Styre och politik

### Författning och styre
Myanmar är en parlamentarisk republik med presidenten som både statschef och regeringschef. Landet har även två stycken vicepresidenter, benämnda förste vicepresident respektive andre vicepresident. Presidenten är indirekt vald på ett 5-årigt mandat av landets parlament (Pyidaungsu Hluttaw) genom att parlamentsledamöterna i både överhuset (Amyotha Hluttaw) och underhuset (Pyithu Hluttaw) röstar på en av tre personer som förs fram av ett elektorskollegium bestående av parlamentsledamöter från både över- och underhuset samt militära ledamöter. Personen med flest röster blir landets president, den med näst flest röster blir landets förste vicepresident och den med lägst antal röster blir landets andre vicepresident. Den 6 april 2016 skrev president Htin Kyaw under en lag vilket skapade en befattning benämnd statskansler, också med ett femårigt mandat, som är att anses som landets de facto regeringschef. Statskansler sedan 6 april 2016 är Aung San Suu Kyi. Presidenten och landets överbefälhavare utser tillsammans Myanmars regering.
Parlamentet har sitt säte i huvudstaden Naypyidaw och är en tvåkammarförsamling. Överhuset Pyidaungsu Hluttaw har 224 ledamöter, varav 168 väljs i enmansvalkretsar i absoluta majoritetsval (med en andra valomgång om ingen kandidat uppnår en majoritet av rösterna) och 56 ledamöter utses av militären. Underhuset Amyotha Hluttaw har 440 ledamöter, varav 330 likt överhusets väljs i enmansvalkretsar i relativa majoritetsval och 110 är militära ledamöter. Båda kamrarnas ledamöter har femåriga mandat. Landets dömande makts högsta domstol (engelska: Supreme Court of the Union) består av dess ordförande (engelska: Chief Justice) och 7 till 11 andra domare. Domare i högsta domstolen samt dess ordförande nomineras av presidenten och måste godkännas av underhuset innan presidenten kan utnämna dem till deras uppdrag. Högsta domstolens domare måste gå i pension när de fyllt 70 år. Myanmar tillämpar ett blandat rättssystem bestående av Common law och sedvanerätt.
Myanmar har allmän och lika rösträtt och rösträttsåldern är 18 år.

### Administrativ indelning

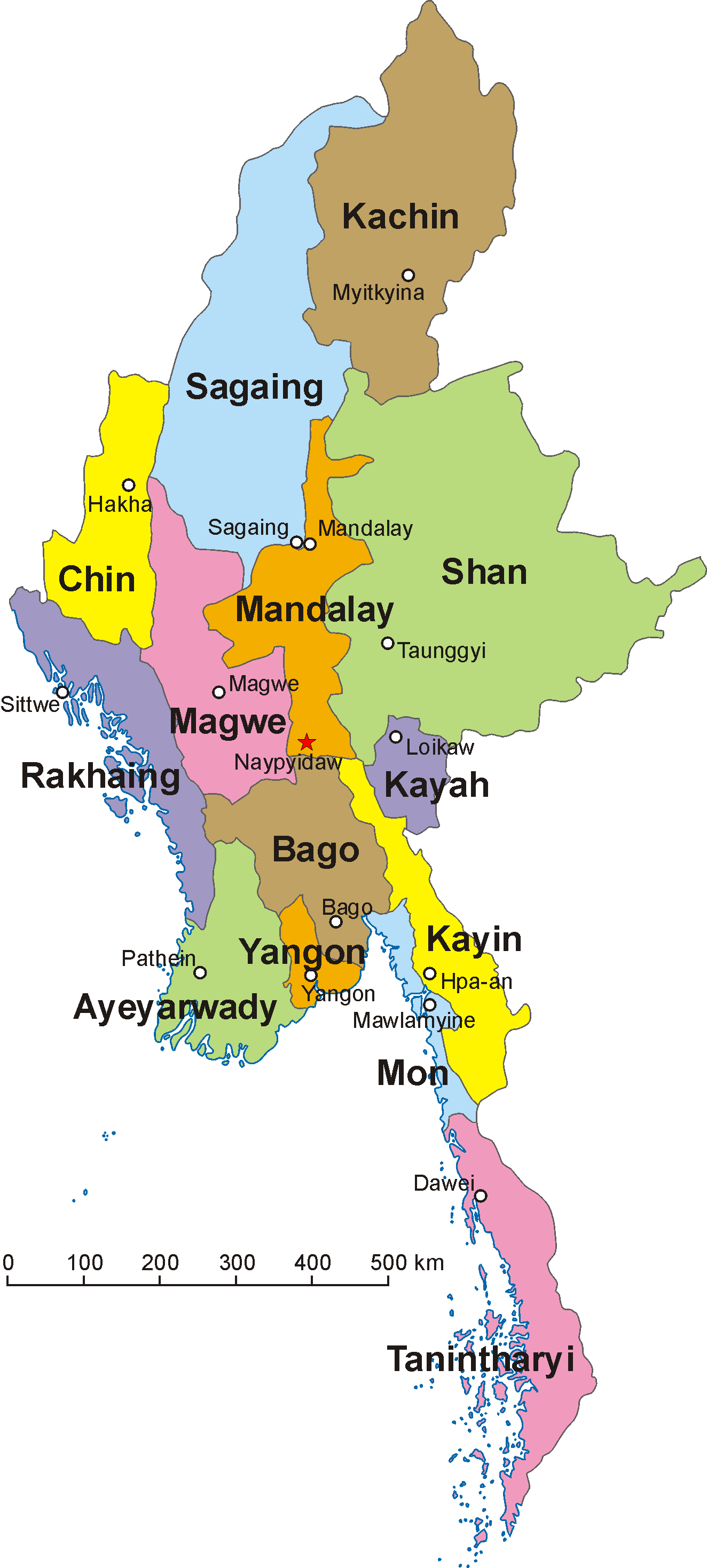
Karta över Myanmars delstater och regioner. Kartan visar inte unionsterritoriet Naypyidaw, som är beläget i den södra delen av det kartan visar som regionen Mandalay.

Myanmar är indelat i ett unionsterritorium, sju delstater och sju regioner (regionerna kallades divisioner fram till 2008). Delstaterna överensstämmer i stort sett med de områden vars befolkning tillhör etniska minoriteter. Ibland redovisas delstaten Shan samt regionen Bago som uppdelade i mindre enheter (Norra, södra och östra Shan, samt västra och östra Bago).

#### Unionsterritorium
- Naypyidaw

#### Delstater
- Karen
- Kachin
- Kayah
- Chin
- Mon
- Rakhine
- Shan

#### Regioner
- Ayeyarwady
- Bago
- Magway
- Mandalay
- Rangoon
- Sagaing
- Taninthayi

### Politik
De socialistiska dragen i Myanmars styre minskade markant från mitten av 1970-talet. Ett försök med demokratiska val 1990 avslutades snabbt när regimen visade sig förlora. Oppositionsledaren Aung San Suu Kyi, dotter till en av ledarna för frihetsrörelsen under kolonialtiden, satt i husarrest i många år, men frigavs 2012.
Landet styrdes av militären från 1988 fram till 2011 under namnet State Peace and Development Council (före 1997 som State Law and Order Restoration Council) och var under perioden en auktoritär militärregim. En ny konstitution ratificerades den 29 maj 2008 och parlamentsval hölls 2010 och 2015. Thein Sein tillhörde partiet USDP och var president 2011-2016. Han följdes av Htin Kyaw från Nationella demokratiska förbundet, som inträdde sitt ämbete den 30 mars 2016. Myanmar fick då sin första tydligt civila regering utan militärt styre på över fem årtionden.
Freedom House gav under hela perioden 1998-2011 landet omdömet "inte fritt" och rankade både de politiska rättigheterna i Myanmar och de medborgerliga friheterna som 7, där 1 representerar mest fri och 7 minst fri. 2012 började landets rankning stiga och 2017 höjdes landets omdöme till "delvis fritt" samtidigt som organisationen rankade de politiska rättigheterna som 5 och de medborgerliga friheterna som 5.

### Försvar

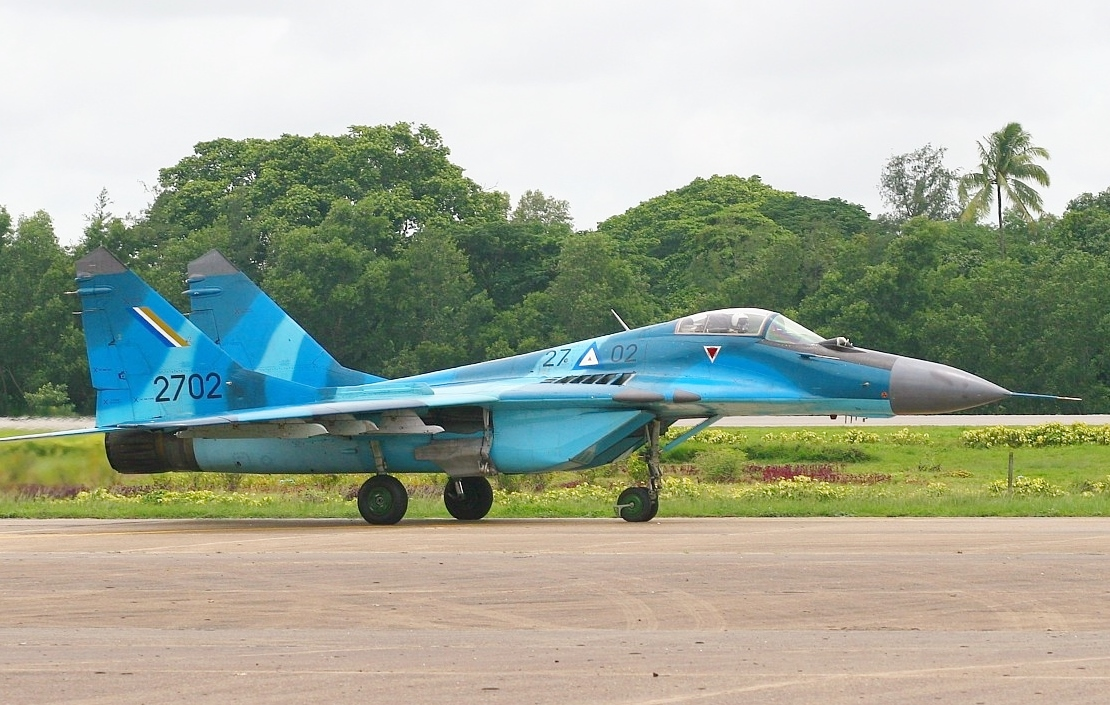
Mikojan-Gurevitj MiG-29 tillhörande Myanmars flygvapen.

Myanmars militär benämns Tatmadaw (burmesiska: တပ်မတော်) och består av tre vapengrenar: armén (Tatmadaw Kyi), flottan (Tatmadaw Yay) och flygvapnet (Tatmadaw Lay).
2016 beräknades Tatmadaw ha stående styrkor på 406 000 man.

## Ekonomi och infrastruktur
Myanmar var mycket länge en mötespunkt för handelsvägar mellan Kina, Indien, Tibet och sydöstra Asien. I samband med den brittiska koloniseringen på 1800-talet så utvecklades landet främst mot jordbruk, och blev en av världens ledande exportörer av ris. George Orwell (som arbetade i Myanmar mellan 1922 och 1927) förutspådde en gång att av alla de länder som koloniserats av Storbritannien så var sannolikt Myanmar det som skulle klara sig bäst självständigt. När landet blev självständigt 1948, var Myanmar fortfarande känt som ”Asiens risskål” tack vare sin stora export, trots de stora skadorna från andra världskriget. Avskärmningen från omvärlden under militärregimen har allvarligt bromsat utvecklingen i den burmesiska ekonomin.
Myanmar är ett av jordens fattigaste länder med låg industrialisering och svag tillväxt. I början av 2000-talet rankade den engelska tidningen The Economist Myanmar och Etiopien som världens fattigaste länder. De kom på delad förstaplats.[källa behövs]

### Näringsliv

#### Jordbruk
Omkring två tredjedelar av invånarna arbetar inom jordbruket. Den centrala slätten är uppbyggd av flodavlagringar och är därför mycket bördig. Irrawaddys delta hör till världens främsta risodlingsområden. Andra jordbruksprodukter är vete, majs, hirs, sockerrör och bomull. Skogsbruk, havs- och flodfiske bidrar till försörjningen.
I Myanmar odlas också opiumvallmo. Östra Myanmar ingår i gyllene triangeln. Landets bergsfolk har länge använt opium som läkemedel, men även som drog. Opium är också deras ekonomiskt viktigaste gröda. I dag odlas vallmo framför allt för illegal framställning av heroin. Flera av de politiskt radikala grupperna i Myanmar tjänar stora pengar på att handla med opium och heroin, pengar som gett dem stor makt i samhället. För ett land som redan har problem med diktatur och instabil inrikespolitik, utgör droghandeln ett ytterligare problem. Denna verksamhet har visat sig vara svår att stoppa, eftersom militärjuntan ofta samarbetar med narkotikabaronerna.[källa behövs]

#### Råvaror
Landet har ansenliga naturresurser inom mineraler (bly, zink, koppar, tenn), ädelstenar (pärlor, rubiner), timmer, petroleum och naturgas. [källa behövs]

#### Industri
Industrin förädlar främst jordens och skogens produkter. Ris och teak ger nästan två tredjedelar av exportinkomsterna.

### Handel
2016 exporterade Myanmar varor och tjänster värderat till 10,49 miljarder amerikanska dollar (USD) och importerade för 13,96 miljarder dollar. Exporterna bestod mest av naturgas, träprodukter, pulser och bönor, fisk, ris, kläder samt mineraler (inklusive jade och ädelsten). Importerna bestod mest av tyger, petroleumprodukter, gödsel, plast, maskiner, transportutrustning, cement, byggmaterial, livsmedel samt matfetter.
Landets exportvärden anses understiga den verkliga siffran på grund av smuggling av livsmedel, hushållsprodukter och diesel över gränsen till grannländerna.
Exportpartners 2015:
- Kina 37,7 %
- Thailand 25,6 %
- Indien 7,7 %
- Japan 6,2 %

Importpartners 2015:
- Kina 42,2 %
- Thailand 18,5 %
- Singapore 11,0 %
- Japan 4,8 %

### Infrastruktur

#### Transporter
Myanmar hade år 2013 64 flygplatser, varav 36 med asfalterade landningsbanor. 13 av landets flygplatser hade en över tre kilometer lång landningsbana, dock var en sådan inte asfalterad. Landet har mer än 5 000 km järnvägar med ett smalspårssystem, så kallat meterspår. Viktiga hamnstäder är Rangoon, Sittwe och Mawlamyine.

#### Utbildning
Läskunnigheten i Myanmar ligger i nivå med Sydöstasien, men obligatorisk skolgång omfattar endast fem år. Utbildning har traditionellt haft hög status, och många lärde sig läsa i klostren. Under kolonialtiden införde britterna ett skolsystem där både burmesiska och engelska undervisades.
Efter 1962 satsade militärregimen på utbildning, vilket ökade läskunnigheten till 85 % 1990. Trots detta är resurserna otillräckliga, särskilt i avlägsna områden där byar ofta får organisera skolor själva. Munkars skolor är viktiga för utsatta grupper. Grundskolan är obligatorisk men innebär kostnader som tvingar många barn att avbryta skolgången tidigt. Endast hälften fortsätter till fortsättningsskolan, och få går vidare till högre studier. Myanmar har 157 statliga universitet, där Yangon och Mandalay är de äldsta och mest framstående. Regimen har främst prioriterat naturvetenskap och teknik.

## Befolkning

### Demografi
Myanmars majoritetsbefolkning kallas burmeser och bekänner sig till theravada-buddhismen. Tro på andeväsen kallade nat finns också. Majoritetsspråket är burmesiska. Regeringen i Myanmar erkänner 135 olika etniska grupper. Skillnaden i språk mellan olika grupper är stor eftersom språken i Myanmar tillhör fyra olika språkfamiljer.

#### Större städer
Myanmars största stad är Rangoon med cirka 4,8 miljoner invånare. Mandalay, Mawlamyine, Naypyidaw och Bago är andra stora städer.

#### Urbanisering
Myanmar är relativt glest befolkat med störst befolkning i söder, längs kusten och floden Irrawaddy och dess bördiga dalgång. Flodens tillrinningsområde finns dock i norr.[källa behövs]

#### Minoriteter
Myanmar har en rad betydande minoritetsfolk (de flesta är bergsfolk) med starka krav på självstyrelse, och språksplittringen är stor.[källa behövs] Vapenvila trädde i kraft i januari 2012 efter 63 års stridigheter mellan karenfolket och den burmesiska staten. Vid den tiden var det världens längsta krig.
Rohingya anses av Förenta nationerna vara en av världens mest diskriminerade minoriteter. Även Aung San Suu Kyi är enligt en ledare för ett flyktingläger i Bangladesh tyst om den etniska minoritetens situation och rättigheter, i likhet med de flesta burmeser. Hon själv har sagt att det behövs en ordentlig undersökning för att ta reda på vilket land som rohingyafolket ska tillhöra. Uttalandet har gjort många ur folkgruppen bestörta eftersom de anser sig tillhör Burma.
Burmas dåvarande president Thein Sein meddelade den 12 juli 2012 att alla rohingyas bör förvisas från landet eller placeras i UNHCR:s flyktingläger. den etniska minoritetens anses av vissa burmeser som ”immigranter” och av andra som ”bengaler”. Våldsamheter med bland annat mord och skadegörelse skedde i juni 2012 mellan folkgruppen och buddhister i regionen Rakhine. Den 3 augusti 2012 hotade den fängslade indonesiske islamistledaren Abubakar Bashir förklara krig mot Burma om landet fortsätter att skada hans ”muslimska bröder”.

#### Migration
Nettomigration beräknades 2016 till -0,3 migranter per 1 000 invånare.

### Språk
De talar burmesiska. Engelska har sedan kolonialtiden använts inom administration och affärsliv.[källa behövs]

### Religion
Vid folkräkningen 2014 fördelades befolkningen på följande sätt i avseende på religion:
- Buddhism: 87,9 %
- Kristendom: 6,2 %
- Islam: 4,3 %
- Animism: 0,8 %
- Hinduism: 0,5 %
- Övriga religioner: 0,2 %
- Ingen religion: 0,1 %

### Hälsa
År 2012 beräknades andelen underviktiga barn under 5 års ålder vara 22,6 procent. 2,9 % av befolkningen uppskattades lida av fetma 2014. 
År 2015 uppskattades 0,76 % av den vuxna befolkningen vara smittade med hiv eller aids, totalt 224 800 personer. Antalet dödsfall på grund av sjukdomen beräknades till  9 700 per år. 
År 2016 uppgick spädbarnsdödligheten i Myanmar till 42,2 dödsfall per 1 000 levande födslar, med en högre andel bland pojkar (48,3 dödsfall) än flickor (35,7 dödsfall). Mödradödligheten var 178 dödsfall per 100 000 levande födslar enligt siffror från 2015.

### Övriga befolkningsdata
Den senaste folkräkningen hölls den 29 mars 2014 och då uppgick den faktiskt befintliga befolkningen i Myanmar (de facto) till 50 279 900 invånare. På grund av konflikter mellan regeringen och andra aktörer kunde inte folkräkningen inte fullt genomföras. Den burmesiska regeringen uppskattade därför den totala befolkningen i Myanmar vid folkräkningstillfället till 51 486 253 invånare. Folkräkningar hade tidigare hållits 1983 och 1973. Invånartalet i Myanmar uppskattades i juli 2018 av The World Factbook till 56 622 506 invånare, medan Förenta nationerna uppskattade befolkningen 1 juli 2016 till 54 363 000.

## Kultur

### Sport
Den mest populära sporten i Myanmar är fotboll, som vuxit i popularitet sedan 1990-talet då den då styrande regimen började tillåta utländska tv-sändningar. Andra populära sporter är golf, kampsporten lethwei samt Myanmars traditionella sport chinlone. Myanmar har deltagit i samtliga olympiska sommarspel sedan självständigheten förutom OS i Montréal 1976 men har aldrig vunnit någon medalj.
2013 var Myanmar värdland för South East Asian Games för första gången sedan 1969.

## Internationella rankningar
| Organisation                                | Undersökning                   | Rankning   |
| ------------------------------------------- | ------------------------------ | ---------- |
| The Economist                               | Demokratiindex 2018            | 118 av 167 |
| World Bank Group                            | Doing Business Report 2019     | 165 av 190 |
| Heritage Foundation/The Wall Street Journal | Ekonomisk frihet-index 2019    | 139 av 180 |
| FN:s utvecklingsprogram                     | Human Development Index 2018   | 145 av 189 |
| Transparency International                  | Korruptionsindex 2018          | 132 av 180 |
| Reportrar utan gränser                      | World Press Freedom Index 2019 | 138 av 180 |